# 長江勝也
長江 勝也（ながえ かつや、1960年 - 2008年5月5日）は、大阪電気通信大学の教授。コナミのゲームクリエイター。

## 人物
1983年にコナミ工業に入社。 
1980年代後半のMSX2専用野球ゲーム『激突ペナントレース』シリーズの制作スタッフの一人。
野球ゲームの『実況パワフルプロ野球』（パワプロ）シリーズ初期にプロデューサーを務めた。
その後は、大阪電気通信大学のデジタルゲーム学科の教授に就任。
2008年4月27日に、中国江蘇省にある大阪電気通信大学提携校での授業後に倒れ、治療を続けたが5月5日、脳出血のため死去。47歳没。

## 主な作品
- 実況パワフルプロ野球シリーズ